# Гонсалвиш Сережейра, Мануэл
Мануэл Гонсалвиш Сережейра (порт. Manuel Gonçalves Cerejeira; 29 ноября 1888, Лозаду, Португалия — 2 августа 1977, Лиссабон, Португалия) — португальский кардинал. Титулярный архиепископ Митилене и суффраган Лиссабона с 23 марта 1928 по 18 ноября 1929. Четырнадцатый Патриарх Лиссабона с 18 ноября 1929 по 10 мая 1971. Председатель Португальской епископской конференции с 1967 по 1972. Кардинал-священник с 16 декабря 1929, с титулом церкви Санти-Марчеллино-э-Пьетро с 19 декабря 1929. Кардинал-протопресвитер с 6 августа 1961 по 2 августа 1977.